# Щербиніно (Калінінський район)
Щербиніно (рос. Щербинино) — присілок в Калінінському районі Тверської області Російської Федерації.
Населення становить 37 осіб. Входить до складу муніципального утворення Щербининське сільське поселення.

## Історія
Від 2005 року входить до складу муніципального утворення Щербининське сільське поселення.

## Населення
| 1859 | 1886 | 1919 | 1997 | 2002 | 2010 |
| ---- | ---- | ---- | ---- | ---- | ---- |
| 221  | ↘148 | ↗218 | ↘45  | ↗47  | ↘37  |